# Willy Arend
Willy Arend (Hannover, 2 de maig de 1878 - Berlín, 25 de març de 1964) fou un ciclista alemany, professional des del 1896 fins al 1923. Especialitzat en el ciclisme en pista va ser el primer alemany a proclamar-se campió del món. Considerat una de les primeres estrelles d'aquest esport, va competir durant més de 20 anys. Malgrat la gran fortuna que va guanyar, Arend va morir en la pobresa degut a les diferents dificultats que va passar el seu país.

## Palmarès en pista
- 1896
  -  Campió d'Alemanya en Velocitat
- 1897
  -  Campió del món de Velocitat
  - Campió d'Europa de Velocitat
  -  Campió d'Alemanya en Velocitat
- 1901
  - Campió d'Europa de Velocitat
- 1910
  - 1r als Sis dies de Bremen (amb Eugen Stabe)
  - 1r als Sis dies de Kiel (amb Eugen Stabe)
- 1921
  -  Campió d'Alemanya en Velocitat